# 青毛新堀川
青毛新堀川（あおげしんほりがわ・おおげしんぼりがわ）は、埼玉県久喜市鷲宮区域を流れる河川である。

## 概要
- 埼玉県久喜市鷲宮1丁目・鷲宮中央2丁目・栄1丁目の境（鷲宮神社南西）を起点とする。
- 流路はおおよそ2kmである。
- 流路はすぐ東側を走る東武伊勢崎線と並行している。
- 下流にて再び青毛堀川と合流する。
- 鷲宮神社南西で東へ進路を変え蛇行する青毛堀川に対し、青毛新堀川は直線的流路を持つ。

合流
- 江川堀

## 流路
- 起点：埼玉県久喜市鷲宮1丁目・鷲宮中央2丁目・栄1丁目の境（鷲宮神社南西）、青毛堀川より分流。
- 栄1丁目と鷲宮中央の境を流れる。
- 江川堀と平面交差をする。
- 葛梅と上内の間を流れる。
- 上内を流れる。
- 寿徳寺東側で再び青毛堀川に合流する。
- 終点：青毛堀川

## 橋梁
- 西宮前橋
- 新栄橋（鷲宮駅西口前）
- 堤橋
- 葛梅橋（旧橋梁、現在利用不可）
- 葛梅立体（埼玉県道12号川越栗橋線）
- 名称不明
- 名称不明
- 寿徳寺橋

## 周辺の施設
- 東武伊勢崎線
- 鷲宮神社
- 鷲宮駅
- 田村歯科クリニック
- 久喜市立鷲宮小学校
- 鷲宮誠心幼稚園
- 寿徳寺